# 66 rus
66 rus — сборник песен российской рок-группы «Смысловые галлюцинации», приуроченный к пятнадцатилетию группы, издан в 2004 году. Трек-лист составили как песни со студийных альбомов группы, так и их новые версии.

## Рецензии
Как правило, «бэсты» не отличаются цельностью замысла, ибо несут совсем иную задачу: как можно полнее представить творчество группы на разных этапах её развития. Однако «глюки» и здесь умудрились остаться концептуальными.
 — пишет сайт KM.ru 

## Список композиций
1. Звёзды 3000 (3000)
2. Всё в порядке (3000)
3. Розовые очки (3000)
4. Лёд (3000)
5. Вечно молодой (3000)
6. Под водой (3000)
7. Зачем топтать мою любовь (Лёд-9)
8. Охотники (Лёд-9)
9. Разум когда-нибудь победит (Лёд-9)
10. Больше, чем жизнь (Лёд-9)
11. Пока это кажется важным (Обратная сторона земли)
12. Утром (Обратная сторона земли)
13. Чужое небо (Обратная сторона земли)
14. Первый день осени (Обратная сторона земли)
15. Розовые очки (версия 2004)
16. Диско (акустическая версия)
17. Звёзды (акустическая версия)
18. Охотники (акустическая версия)
19. Кроме меня (Здесь и сейчас)
20. Я или получше (Здесь и сейчас)

## Участники записи
- Сергей Бобунец — вокал, гитара
- Константин Лекомцев — клавишные, саксофоны, акустическая гитара, бэк-вокал
- Александр Бурый — бас-гитара
- Дмитрий Хабиров — ударные
- Шамиль Гайнетдинов — звукорежиссёр
- Михаил Конторович — технологии, ноу-хау
- Артём Кошкин — техник сцены
- Олег Гененфельд — администрирование
- Настя Рогожникова — пресс-секретарь